# Wasserballverein Graz
Der Wasserballverein Graz, kurz WBV Graz, ist ein österreichischer Wasserballverein aus Graz, Stadtbezirk Eggenberg, in der Steiermark. Der Verein wurde 1994 gegründet, als der Verein ATSE Graz den Wasserballsport einstellte. Die Heimspiele werden im Sport- und Wellnessbad Eggenberg ausgetragen, die Vereinsfarben sind Schwarz und Gelb.

## Geschichte
Im Sommer 1993 gab es in der Wasserball-Sektion des ATSE Graz Streitigkeiten zwischen dem Vorstand, Spielern und Trainer. Der ATSE Graz wollte die Sektion nicht mehr unterstützen und zog sich zurück, ebenso der Sporthauptverband ASKÖ. Trotzdem erreichte das Team, das mitten in der Meisterschaft stand, rund um Martin Diensthuber und Josef Sattler den 2. Platz. Zusammen mit Gerd Lang als Kassier und dem ehemaligen Tormann Christian Wolf gründeten sie im Sommer 1993 den WBV Graz und nahmen nach Starterlaubnis vom Österreichischen Schwimmverband und dem LSV Steiermark in der Saison 1993/94 an der obersten Spielklasse teil.
Obmänner und Präsidenten
- 1993–1995: Christian Wolf
- 1995–?: Josef Sattler
- 2011–2021: Gerd Lang

Erfolge
- 2 × Österreichischer Meister: 2000, 2021